# Guadalupe Ortiz de Landázuri
Guadalupe Ortiz de Landázuri Fernández de Heredia, španska katoliška profesorica kemije, * 12. december 1916, Madrid, Španija, † 16. junij 1975, Pamplona, Španija.
Guadalupe je bila ena prvih članic osebne prelature Opus Dei. Osebno je sodelovala z ustanoviteljem, sv. Jožefmarijo Escrivajem, in organizacijo pomagala razširiti v Mehiko. Zaradi bolezni srca je 1975 umrla.
Po številnih prošnjah ljudi, ki so jo poznali, se je leta 2001 odprl njen postopek za beatifikacijo. Papež Frančišek je šest let kasneje objavil odlok o njenih junaških krepostih in junija 2018 potrdil čudež po njenem posredovanju – ozdravljenje bolnika z rakom. Cerkev jo je 18. maja naslednje leto razglasila za blaženo.

## Življenje
Rodila se je 12. decembra 1916 v Madridu kot zadnja od štirih otrok. Z družino se je morala v mladostnih letih zaradi očetove vojaške službe večkrat preseliti. Po končani gimnaziji se je 1933 vpisala na študij kemije v Madridu. Bila je ena od petih žensk v razredu sedemdesetih študentov. Ob izbruhu španske državljanske vojne je bil njen oče kot podpolkovnik zaprt in obsojen na smrt in z družino se je do konca vojne ustalila v Valladolidu. V Madrid se je vrnila 1939, končala študij in začela poučevati. Leta 1944 je nekega dne pri sveti maši začutila nekaj, kar jo je zaznamovalo vse življenje in je razumela kot božje znamenje. V iskanju duhovnega vodstva je navezala stik z Jožefmarijem Escrivájem in spoznala, da ima duhovni poklic v Opus Dei. Istega leta je zaprosila za sprejem.
Po povabilu Escrivája se je 1951 preselila v Mehiko, da bi širila sporočilo Opus Dei. V prestolnici je ustanovila študentski dom in sodelovala pri različnih izobraževalnih in humanitarnih dejavnostih, ki so izboljšale položaj lokalnega prebivalstva. Leta 1956 se je preselila v Rim, da bi z ustanoviteljem sodelovala pri vodenju organizacije, po težavah s srcem pa je bila operirana v Madridu, kjer je pričela s pisanjem doktorata. Posvetila se je visokošolskemu poučevanju in delo zagovarjala 1965.
Leta 1975 je v Pamploni prestala še eno operacijo, ki je bila sicer uspešna, a je zaradi nepričakovane odpovedi dihal dva tedna zatem umrla.
Ob razglasitvi za blaženo je papež Frančišek v pismu prelatu Opus Dei dejal, da je Guadalupe z molitvijo in pričevanjem "posvetila svoje številne človeške in duhovne vrline služenju drugim, tako da je še posebej pomagala drugim ženskam in njihovim družinam, ki so potrebovale vzgojo in razvoj."